# Bristowiella seychellensis
Bristowiella seychellensis är en spindelart som först beskrevs av William Syer Bristowe 1973.  Bristowiella seychellensis ingår i släktet Bristowiella och familjen vargspindlar. Inga underarter finns listade.